# Poker Sports
A Poker é uma empresa brasileira fabricante de equipamentos esportivos com sede no Rio Grande do Sul.

## História
Fundada em 1986 pelos irmãos Cauduro, depois de perceberem que as marcas desportivas nacionais não tinham produtos para diferentes categorias desportivas, mas concentravam todos os seus produtos num só segmento. No final da década de 1980, eles tiveram muito sucesso entre as categorias amadoras de vários esportes. Na década de 90, investiu no futebol profissional, e forneceu equipamentos para times da Série A. 
Nos anos 2000 a marca passou por uma reestruturação, focando no patrocínio de atletas ao invés de clubes de futebol. A marca também entrou no segmento de natação.

## Patrocínios
A seguinte lista que é ou foi patrocinada pelo Poker:

### Futebol

#### times de clubes
- Águia
- América
- CRB
- Figueirense (1995–96)
- Fluminense
- Grêmio
- Joinville (1996)
- Moto Club (2000-2001)
- Operário
- Tuna Luso (1993–2007)

#### Atletas
- Aranha
- Rogério Ceni
- Sidão
- Zhang Yanru

### Natação

#### Atletas
- Fernando Scheffer